# GY Andromedae
GY Andromedae (GY And / HD 9996 / HR 465) es una estrella variable en la constelación de Andrómeda cuyo brillo varía entre magnitud +6,27 y +6,41. Se encuentra a 455 años luz de distancia del sistema solar.
GY Andromedae es una estrella blanco-azulada de tipo espectral B9p con una temperatura efectiva de 10 280 K. Su luminosidad es 50 veces superior a la luminosidad solar y tiene una masa de 2,5 masas solares. Es una estrella químicamente peculiar y una estrella variable Alfa2 Canum Venaticorum, con líneas especialmente fuertes de algunos elementos químicos en su espectro de emisión. Destaca la presencia de promecio, elemento muy poco habitual y radiactivo, siendo esta característica única en una estrella. La detección de este elemento resulta sorprendente, ya que incluso el isótopo de promecio más estable tiene una vida media de apenas 17,7 años, lo que parece indicar que ha de ser creado continuamente. Asimismo, se ha observado que el campo magnético estelar varía con un período de 23,3 años.
GY Andromedae es también una estrella binaria espectroscópica con un período de casi 273 días, siendo la excentricidad de la órbita ε = 0,47.